# Bunkerspaten

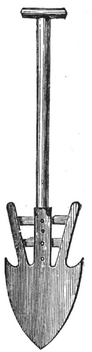
Bunkerspaten, aus: Karl Gayer, Die Forstbenutzung, 1883.

Der Bunkerspaten, auch als Vorreißer oder Greppe bezeichnet, ist – neben Vorstechspaten und Torfeisen – ein Arbeitsgerät im manuellen Torfabbau, dem Handstich. Dieser spezielle Spaten wird verwendet zum Entfernen (Abbunken) der Bunker- oder Dammerde – der obersten, sich über dem Torf befindlichen, stark durchwurzelten und zersetzten Schicht eines Hochmoores, welche in unterschiedlicher Stärke vorkommt.
Generell ist der Aufbau des Bunkerspatens so, dass das metallene, zugespitzte Spatenblatt mit einem Holzstiel samt kleinem Griffquerholz (T-Griff) versehen ist. Je nach Aufgabenstellung existieren unterschiedliche Ausführungen in den Torfstechereien hinsichtlich der Größe des Arbeitsgerätes, wobei sich die durchschnittliche Größe des Spatenblattes in etwa auf 12 Zoll in der Länge und 6 Zoll in der Breite beläuft – in metrischen Maßen entspricht das etwa einer Länge von 30 cm und einer Breite von 15 cm.